# Dan spomina na transspolne osebe
Dan spomina na transspolne osebe (angleško Transgender Day of Remembrance – TDOR), v Sloveniji imenovan dan spomina na žrtve transfobije, se obeležuje 20. novembra od leta 1999 v spomin na transspolno Rito Hester, ki je bila umorjena leta 1998. Z njim se javnost opozorja na zločine iz sovraštva proti transspolnim osebam. Njeno smrt so najprej obeležili s spletnim projektom Remembering Our Dead in shodom v San Franciscu leta 1999.

## Umor Rite Hester
Transspolna temnopolta Rita Hester, rojena 30. novembra 1963, je bila pripadnica bostonske trans in rock'n'roll scene. V svojem domu v Bostonski soseski Allston v Massachusettsu je bila 20-krat zabodena v prsi, storilca pa niso nikoli odkrili. Našli so jo 28. novembra 1998. Zaradi brutalnosti zločina ter nedotaknjenega premoženja domnevajo, da jo šla za sovraštvo do njene identitete.

## Statistika umorov transspolnih oseb po svetu
Projekt Transrespect VS. Transphobia krovne evropske organizacije za tematike transspolnosti TGEU – Transgender Europe s pričetkom v 2008 vsako leto v okviru dneva spomina na transspolne osebe objavi posodobljene podatke raziskave Trans Murder Monitoring o zabeleženih umorih transspolnih oseb v preteklem letu.
Leta 2020 je bilo po svetu zabeleženih 350 umorov trans in spolno nenormativnih oseb. Od umorjenih je bilo 98 odstotkov transžensk. Večina umorov se je zgodila v centralni in južni Ameriki. Leta 2021 je bilo zabeleženih 375 umorov trans in spolno nenormativnih oseb po svetu. Od leta 2008 do leta 2021 je bilo tako skupaj zabeleženih 4042 umorov. 
V letu 2023 je bilo po svetu zabeleženih 320 umorov trans in spolno nenormativnih oseb. 94 % žrtev so bile trans ženske ali transfeminine osebe. 73 % beleženih umorov se je zgodilo v Latinski Ameriki in na Karibih. 26 % umorov se je zgodilo v stanovanju žrtve. Največ žrtev je bilo starih med 19 in 25 let.

## Dan spomina na žrtve transfobije v Sloveniji
Zavod za podporo in zavezništvo transspolnih oseb TransAkcija vsako leto obeleži dan spomina na žrtve transfobije z aktivnostmi za osveščanje in informiranje, od leta 2023 pa z vprašalnikom o doživljanju transfobije tudi proaktivno beleži transfobno diskriminacijo in nasilje nad trans* osebami v Sloveniji.